# Fat and Fickle
Fat and Fickle é um curta-metragem mudo norte-americano de 1916, do gênero comédia, com o ator cômico Oliver Hardy.

## Elenco
- Oliver Hardy - Babe (como Babe Hardy)
- Kate Price - Kate
- Ethel Marie Burton - Ethel (como Ethel Burton)
- Florence McLaughlin - Florence (como Florence McLoughlin)